# Coalition of Immokalee Workers
Die Coalition of Immokalee Workers (Koalition der Arbeiter von Immokalee, CIW) ist eine Basisorganisation, die sich für die Arbeitsrechte von Landarbeitern im Südwesten Floridas einsetzt. Ihr gehören etwa 4.000 Landarbeiter vorwiegend mexikanischer, guatemaltekischer und haitianischer Herkunft an, die auf Tomaten- und sonstigen Plantagen in Florida arbeiten. Die CIW hat in der Vergangenheit Erhöhungen der meist niedrigen Löhne bewirkt und erhielt für ihren Einsatz gegen Fälle von Sklaverei in der Landwirtschaft der Region den Anti-Slavery Award 2007.

## Geschichte
1993 begannen mit regelmäßigen Treffen die Selbstorganisation einer zunächst kleinen Gruppe von Landarbeitern. Mit Streiks und öffentlichen Aktionen setzte sich die CIW in den folgenden Jahren für eine Verbesserung der Situation der Arbeiter ein; bis 1998 hatte sie nach Eigenangaben Lohnerhöhungen von 13 bis 25 % erreicht.
Ab 1997 „bekämpfte“ die CIW verstärkt auch Fälle von Sklaverei in der Landwirtschaft Floridas. Bis 2001 brachte sie drei solche Fälle vor Gericht und befreite damit Hunderte in Schuldknechtschaft gehaltene Arbeitsmigranten. Zugleich wandte sie sich direkt an Unternehmen wie Taco Bell und McDonald’s als größte Abnehmer von Früchten und Gemüse aus Florida und brachte sie dazu, sich für bessere Arbeitsbedingungen in der Landwirtschaft einzusetzen.
Die Kampagne gegen Sklaverei machte die CIW national und international bekannter und brachte ihr 2007 die Auszeichnung mit dem Anti-Slavery Award ein.